# Myrmecina undulata
Myrmecina undulata är en myrart som beskrevs av Carlo Emery 1900. Myrmecina undulata ingår i släktet Myrmecina och familjen myror. Inga underarter finns listade i Catalogue of Life.